# Пийройнен, Петья
Петья Пийройнен (фин. Petja Piiroinen; 15 августа 1991, Хювинкяа, Финляндия) — финский сноубордист, выступающий в дисциплинах биг-эйр, слоупстайл и хафпайп.
- Чемпион мира в биг-эйре (2011);
- Серебряный призёр общего зачёта Кубка мира (AFU) (2013/2014);
- Обладатель малого Хрустального глобуса в биг-эйре (2013/2014);
- Серебряный призёр зачёта Кубка мира в биг-эйре (2011/2012);
- Бронзовый призёр зачёта Кубка мира в слоупстайле (2013/2014);
- Победитель и многократный призёр этапов Кубка мира (всего — 5 подиумов);
- Двукратный чемпион мира среди юниоров в биг-эйре (2008 и 2010);
- Бронзовый призёр чемпионата Финляндии в слоупстайле (2014).

## Биография
Петья Пийройнен родился 15 августа 1991 года в финском городе Хювинкяа. Его старший брат Пеэту — сноубордист, призёр Олимпийских игр 2010 года в хафпайпе.